# Вокзал Ананд-Віхар
Вокзал Ананд-Віхар (англ. Anand Vihar Railway Terminal, гінді आनंद विहार रेलवे टर्मिनल, код станції: ANVR) — залізничний вокзал у Делі, відкритий 19 грудня 2009 року. Зараз вокзал має лише 3 платформи, а ще 4 будуються. Після завершення другої фази будівництва вокзал прийматиме більшість позїдів, що відправляються у східному напрямку, та обслуговуватиме 270 поїздів і 300 тис. пасажирів на добу.